# Lasioglossum sexnotatum
Lasioglossum sexnotatum är en biart som först beskrevs av Kirby 1802.  Lasioglossum sexnotatum ingår i släktet smalbin, och familjen vägbin. Inga underarter finns listade.

## Utseende

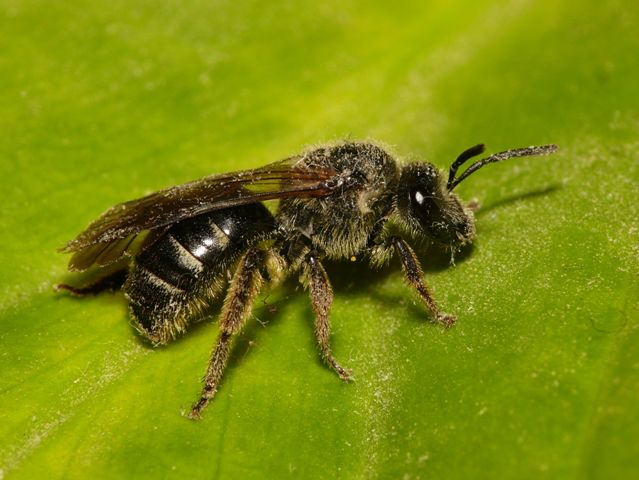
Lasioglossum sexnotatum, hona

Ett slankt, svart bi med tydliga, ljusa band på tergiternas (de övre bakkroppssegmentens) bakkanter. Längden är omkring 10 mm. Arten är svår att skilja från andra smalbin i samma storlek.

## Ekologi
Lasioglossum sexnotatum föredrar torra och varma habitat, som gräsmarker, ruderatområden ("skräpmark"), sluttningar, parker, trädgårdar och hedar.
Födomässigt är arten en generalist som hämtar pollen från ett flertal växtfamiljer, som korsblommiga växter, korgblommiga växter, liljeväxter, fackelblomsterväxter, rosväxter, videväxter, ranunkelväxter och lejongapsväxter. Även nektar hämtas från flera olika växter som korgblommiga växter (maskros och stånds), rosväxter (rubusar), gurkväxter (hundrovor) och lejongapsväxter (flenört).

### Fortplantning
Inte mycket är känt om artens fortplantningsbiologi, men den antas vara solitär (icke-samhällsbildande) och bygga sina larvbon i jorden. Även eventuella boparasiter är dåligt kända, men man förmodar att den kan angripas av boparasiter som blodbin.

## Utbredning
Lasioglossum sexnotatum lever i Europa från Iberiska halvön till Danmark samt österut från södra England genom Asien till Mongoliet.